# Ооржак, Лориса Бюрбюевна
Лориса Бюрбюевна Ооржак (род. 10 августа 1985) — российская спортсменка (вольная борьба), трёхкратная чемпионка Европы, двукратная вице-чемпионка мира , чемпионка России. Заслуженный мастер спорта по вольной борьбе (2005) . Выступает в самом лёгком весе (до 48 кг).

## Биография
Родилась в селе Хандагайты Овюрского района Тувинской АССР. Окончила Хандагайтинскую среднюю школу, факультет физической культуры и спорта Тувинского государственного университета. С 1994 года занималась вольной борьбой в Хандагайтинской ДЮСШ у тренера Достай Виктора Монгушевича. В сборной России с 2003 года. Участница Олимпиады 2004 года в Афинах (заняла 5-е место). В результате автомобильной аварии 21 апреля 2007 года получила тяжёлые травмы и лишилась одной почки, проходила курс реабилитации. Летом 2008 года вернулась в большой спорт.

## Спортивные достижения
Тринадцатикратная чемпионка России среди кадеток и юниоров. Трехкратная чемпионка Европы среди кадеток. В 2003 году выиграла первенство мира среди юниоров. В 2004 году стала чемпионкой России среди женщин, чемпионкой Европы среди юниоров. Мастер спорта международного класса. Завоевала путевку на XXVIII летние Олимпийские игры 2004 году в Афинах (Греция).Участница Олимпиады 2004 года в Афинах (заняла 5-е место). Чемпионка Европы в олимпийской категории 48 кг. Чемпионка России 2009 года. В 2009 году стала вице-чемпионкой мира в датском Хернинге. В 2009 году стала серебряным призером турнира по женской борьбе серии Golden Grand Prix . В 2010 году стала обладательницей Кубка Варшавы по женской борьбе. В апреле 2010 года выиграла золото на чемпионате Европы в Баку. В сентябре 2010 года выиграла серебро чемпионата мира в Москве. Рост — 149 см, вес — 48 кг. 